# Stadion Kanjuruhan
Stadion Kanjuruhan nogometni je stadion u Kepanjenu, Istočna Java, Indonezija. Kapacitet stadiona iznosi 42.449. 

## Povijest
Stadion je izgrađen 1997., a otvoren 2004.
Dana 1. listopada 2022. odigrana je ligaška utakmica između klubova Arema i Persebaya Surabaya koja je završila 2:3. Nakon utakmice izbili su neredi zboj kojih je poginula 131 osoba. To je bila treća najveća nogometna katastrofa u povijesti.

## Galerija
- Ulaz na stadionu
- Pogled na stadion s rižnih polja
- Pogled na stadion izvana
- Nogometno igralište